# Dognina peruda
Dognina peruda är en fjärilsart som beskrevs av Druce 1932. Dognina peruda ingår i släktet Dognina och familjen tandspinnare. Inga underarter finns listade i Catalogue of Life.